# Structure and Interpretation of Computer Programs

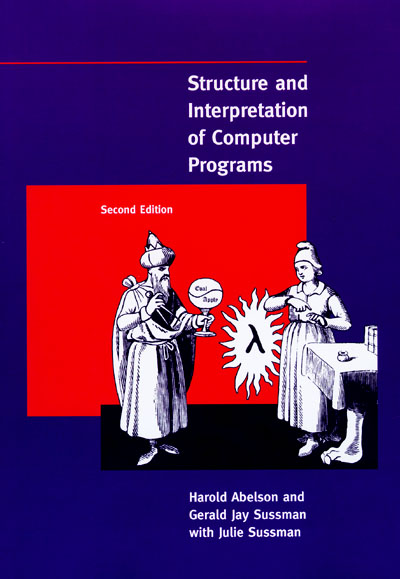

Structure and Interpretation of Computer Programs (SICP) ist ein 1985 bei MIT Press veröffentlichtes Informatik-Lehrbuch, welches grundlegende Konzepte der Programmierung behandelt. Geschrieben wurde es von den MIT-Professoren Hal Abelson und Gerald Jay Sussman sowie Julie Sussman. Es wurde als Basistext für den Einführungskurs 6.001 in Programmierung für die Informatikstudenten des MIT und anderer Hochschulen verwendet.
Inzwischen in überarbeiteter Fassung (second edition, ISBN 0-262-51087-1) erschienen, wird es allgemein als Klassiker der Informatik angesehen. Es wird auch als Wizard Book (ein Zauberer ist auf dem Titel des Originals zu sehen) und seltener als Purple Book bezeichnet. Die deutsche Ausgabe ist unter dem Titel Struktur und Interpretation von Computerprogrammen (ISBN 3540423427) erschienen. Das Buch verwendet den Lisp-Dialekt Scheme, um Konzepte wie Abstraktion, Rekursion und Interpreter zu erklären.